# Могилко, Николай Васильевич
Николай Васильевич Могилко (13 марта 1889, Брест-Литовск, Российская империя — 24 июня 1973, Москва, СССР) — крупный советский инженер-гидротехник. Главный инженер, помощник главного инженера и один из соавторов проекта Беломорско-Балтийского канала.

## Биография
Николай Васильевич Могилко родился 13 марта 1889 года в Брест-Литовске. 
Являлся разработчиком одного из вариантов Днепровской ГЭС. По итогам технической дискуссии был выбран реализованный вариант И.Г. Александрова.
|  |
|  |

В 1930 году был назначен главным инженером Беломорстроя. В апреле 1931 года возглавил проектный отдел.
В книге Беломорско-Балтийский канал имени Сталина утверждается, что Могилко согласился возглавить строительство канала, перейдя на эту стройку с Днепрогэса, так как считал, что оно имеет больший масштаб, что говорит о его честолюбии. В книге показан инженером-технократом, который сетует на недостаток строительной техники и выражает скептицизм относительно возможности построить канал с использованием только ручного труда неквалифицированных заключённых.
В 1932 году был переведён на должность помощника главного инженера и назначен ответственным редактором монографии (научно-технического отчета) строительства ББВП.
|  |  |
|  |  |

Награждён орденом Красной звезды за строительство Беломорканала.

### Семья
- Отец: Могилко Василий Михайлович.
- Мать: Буржинская Людвика-Антонина Стефановна.
- Первая жена: Гордеева Мария Ивановна (с 1913 по 1919 годы).
- Дети: Дмитрий (1914), Николай и Владимир (1916).
- Вторая жена: Котляревская Анна Прокофьевна (с 1921 года)[1].

## Награды
- Орден Красной Звезды (1933)[2]